# Mérope (Scipione Maffei)
Pour les articles homonymes, voir Mérope.
Mérope est une pièce de théâtre de Scipione Maffei, représentée pour la première fois moyennant paiement sur le théâtre de l'Hôtel de Bourgogne le 11 mai 1717. Elle fut d'abord jouée « gratis » devant un certain nombre de personnes, « qui avoient reçu des billets où étoient ces mots : per che l'intende, pour ceux qui l'entendent ».
Maffei la composa à l'âge de 38 ans en 1713.
C'est une tragédie en cinq actes et en vers. Elle est l'une des plus importantes pièces du théâtre italien du XVIIIe siècle, jouée durablement et avec un grand succès.

## Éditions
- La Merope, tragedia, Modène, 1713, in-4° ; Londres, 1721, in-8°. Cette édition est la huitième ; elle est précédée d’un discours, et accompagnée de notes du P. Sebastiano Paoli, qui s’est déguisé sous le nom de Tedalgo, poeta arcade. L’édition de Vérone, 1730, in-4°, contient Le Cérémonie, comédie, et la Fida nimpha, opéra ; celle de 1745, in- 4°, réunit la traduction française de la Merope, par Fréret, et la traduction anglaise par Ayre. Voltaire avait d’abord eu le projet de traduire cette pièce ; il y renonça, dans la crainte que le public n’accueillit mal les récits d’un genre simple et naïf, dont elle est semée : mais il en a imité plusieurs morceaux, et notamment le beau récit d’Isménie dans le cinquième acte.
- Stefano Locatelli (éd.), Merope, Pise, Ets, 2008 (ISBN 9788846722331).